# Rudolf Carl
Rudolf Carl född 19 juni 1899 i Lundenburg, Österrike-Ungern, i nuvarande Tjeckien, död 15 januari 1987 i Graz, Österrike, var en österrikisk skådespelare och regissör. Han filmdebuterade 1934 och medverkade långt in på 1960-talet i tyska och österrikiska filmproduktioner.

## Filmografi (urval)
- 1961 - Die Fledermaus
- 1941 – Frauen sind doch bessere Diplomaten
- 1940 – Sköna juveler
- 1938 – Geld fällt vom Himmel